# Случановские
Случановские (пол. Słuczanowski) — дворянский род.
Потомство Фёдора Случановского, знатного войскового товарища (конец XVII — начало XVIII в.).

## Описание герба
В голубом поле золотой полумесяц, сопровождаемой сверху тремя золотыми звёздами, 1 и 2, а снизу двумя мечами в андреевский крест.
Щит увенчан дворянскими шлемом и короной. Нашлемник: три страусовых пера. Намёт на щите красный, подложенный серебром.